# بی.۱۲۱ پوپ
بی. ۱۲۱ پوپ (به انگلیسی: Beagle_Pup) یک هواگرد ملخ‌پیشین تک‌موتوره است. هواگرد بی. ۱۲۱ پوپ نخستین پروازش را در ۸ آوریل ۱۹۶۷ میلادی انجام داد. این هواگرد در سال ۱۹۶۸ میلادی رسماً معرفی گردید و در سال‌های ۱۹۶۷–۱۹۷۰ تولید شده‌است. در مجموع، تعداد ۱۷۶ فروند از این هواگرد ساخته شده‌است.